# 棄保潛逃
棄保潛逃（Abscond），泛指嫌疑犯放棄保釋金而逃亡。

## 棄保潛逃的後果
- 沒收保釋金
- 發布通緝
- 註銷國籍（例如： 美国）

## 著名案例
臺灣
- 崔湧，遠東航空董事長，2009年涉嫌掏空公司資金達新台幣23億元，保釋金新台幣9,000萬元，但棄保逃往美國。2015年3月25日在美國逝世。
- 羅福助
- 林秉文
- 曾正仁
- 林克穎，印度裔英國商人，在台灣涉嫌酒駕撞死送報員，於發監執刑前持一名英國籍白人的護照潛逃出境回到英國，中華民國政府在英國提起訴訟要求引渡林克穎回台灣服刑，但遭蘇格蘭高等法院判決敗訴。
- 郭景志（蘇詠盛事件）
- 陳偉志（海軍獵雷艦詐貸案，慶富集團副董事長）
- 林錫章（前屏東縣車城鄉長貪污案，保釋金50萬元）[1]
- 蔡志和  (前屏東縣麟洛鄉長貪汙案，保釋金100萬元，判刑8年）[2][3]
- 潘淑真  (前屏東縣議員賄選案，判刑2年6個月）[4][5]
- 朱國榮  (利用人頭戶炒作「龍邦國際興業」股票與權證，限制出境、出海，交保金額新臺幣5億元 （页面存档备份，存于））
- 郭哲敏  (八八會館洗錢案 （页面存档备份，存于）[6]）
- 鍾文智

 香港
- 馬惜珍
- 2008年6月，前南洋兄弟煙草主席陸大鏞（保釋金港幣300萬元）
- 2015年，東方明珠石油前執行董事主席黃坤（又名黃煜坤）（保釋金港幣500萬元 ）
- 黃台仰
- 李東昇
- 李倩怡
- 梁繼平
- 張崑陽
- 12港人（未遂）
- 許智峯
- 羅冠聰
- 周庭

 中国大陆
- 2005年10月，涉嫌行賄案的加多宝集團董事长陈鸿道
- 桂民海（後再次被捕）
- 林榮基[7]

 日本
- 卡洛斯·戈恩（Carlos Ghosn），被控於日產汽車會長（董事長）任內侵佔公款，保釋金15億日元，但於2019年12月30日棄保潛逃離開日本，抵達黎巴嫩[8]。

## 相關
- 羈押
- 保外就醫

## 外部連結
- 棄保潛逃 公眾人物案例多 - 自由時報
- 王老吉案牵出陈鸿道行贿潜逃 律师称最高判无期 （页面存档备份，存于）- 新华网